# Internationales Hot-Dog-Wettessen

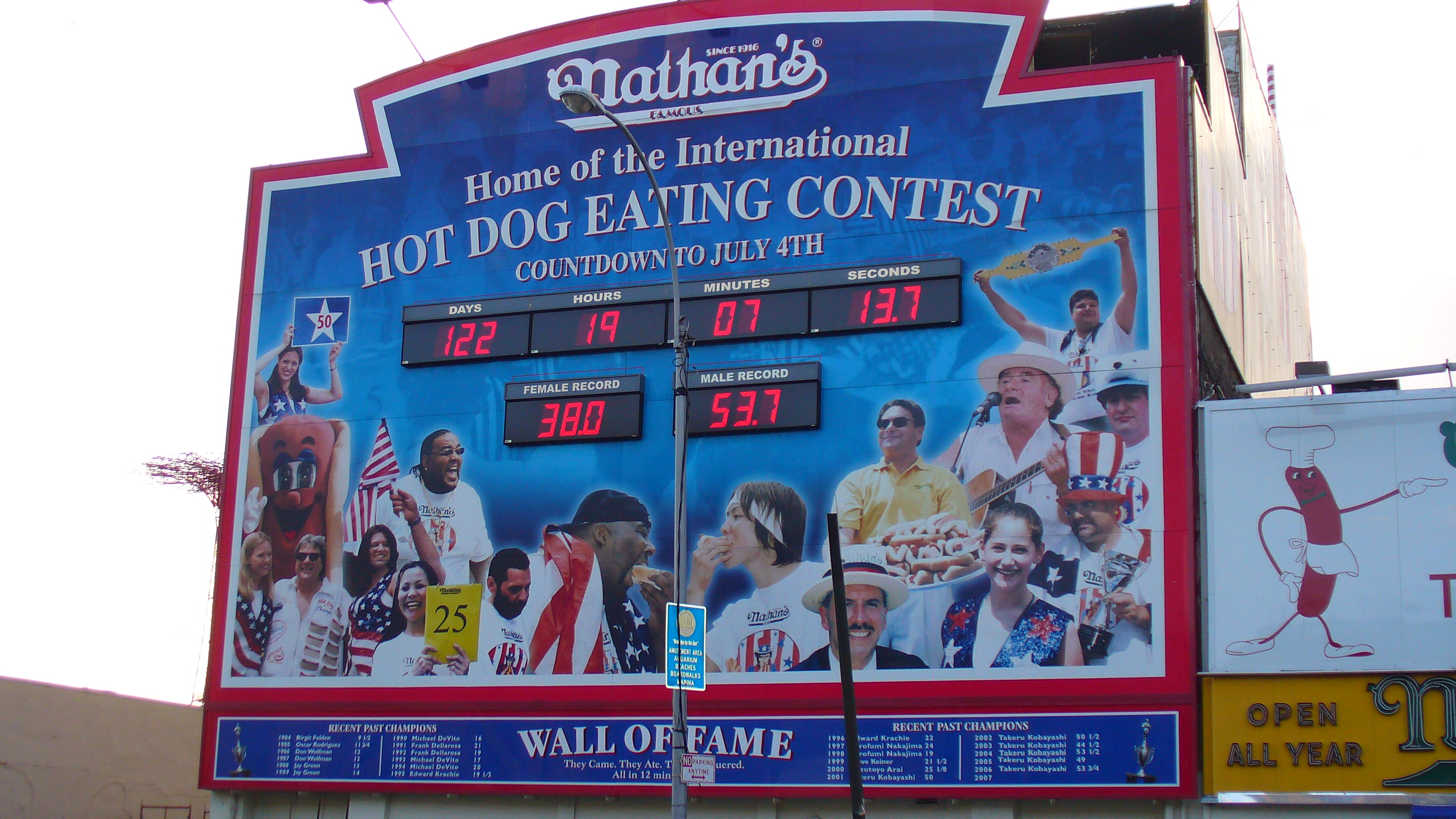
Wall of Fame Anzeigetafel

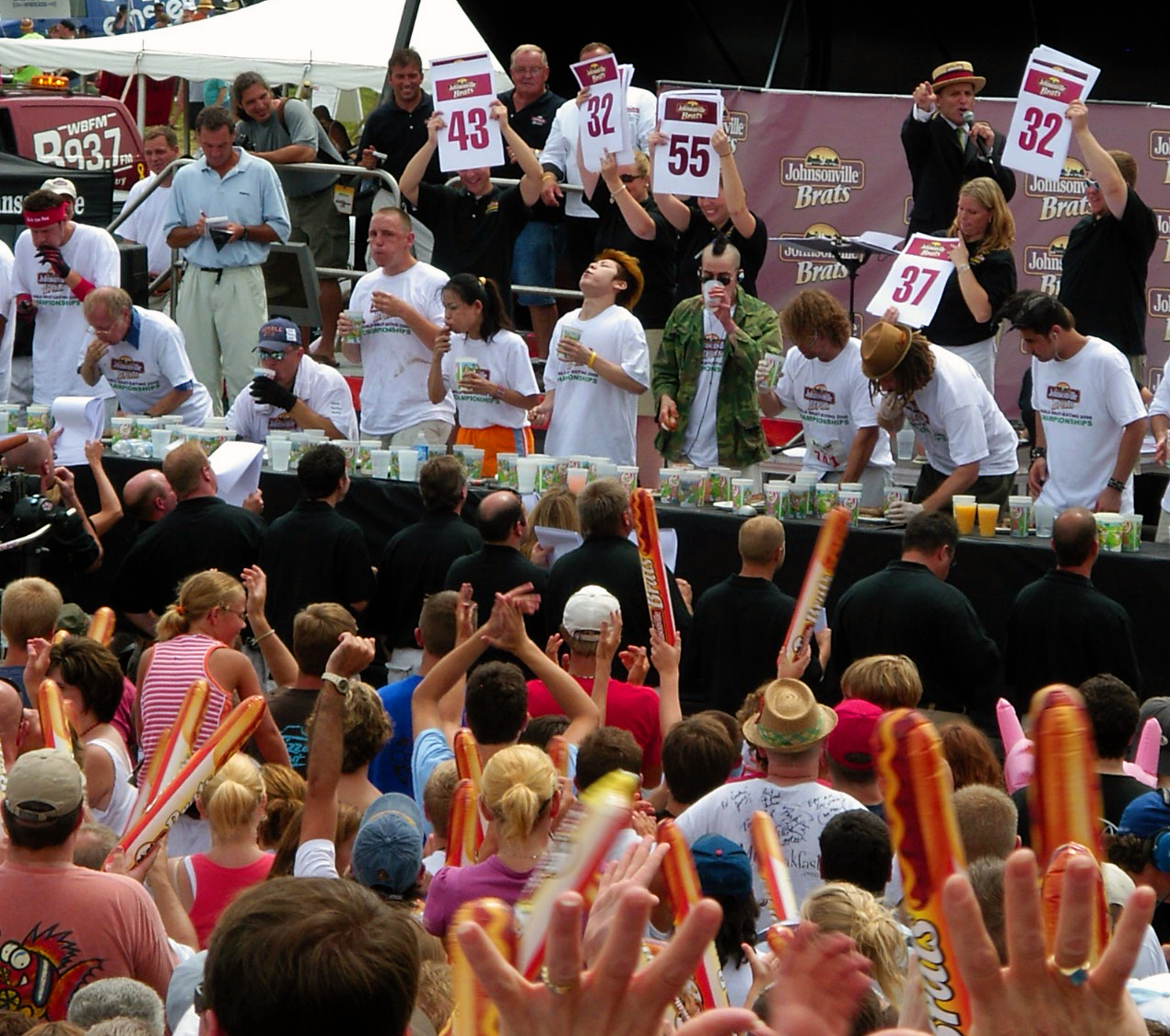
Szene aus dem Wettbewerb

Das Internationale Hot-Dog-Wettessen wird seit 1916 jedes Jahr am amerikanischen Nationalfeiertag (4. Juli, Independence Day) in Coney Island (New York), bei Nathan’s Famous, einer traditionellen Hot-Dog-Kette, ausgetragen. Organisator der Veranstaltung ist die International Federation of Competitive Eating, (IOFCE). Derjenige erringt dabei den Sieg, der innerhalb von zehn Minuten – bis 2007 zwölf Minuten – die meisten Hot Dogs essen kann.

## Geschichte
Der Wettbewerb geht angeblich auf vier Einwanderer zurück, die am 4. Juli 1916 bei einem Würstchenessen bei Nathan's klären wollten, wer von ihnen der größte Patriot sei. Sieger wurde damals mit dreizehn Würstchen Joe Alger; eine andere Quelle nennt James Mullen. Seither wurde der Wettbewerb fast jedes Jahr hier abgehalten. In mehreren öffentlichen Vorausscheidungsessen müssen die Teilnehmer sich für das Finale qualifizieren. Dem Sieger winkt neben einer Geldprämie auch der offizielle Weltmeistertitel, der „Gelbe Senfgürtel“. Die Veranstaltung wird live für ein Millionenpublikum im Fernsehen übertragen.
Von 1997 bis 2007 war die Trophäe zehn Jahre lang fest in japanischer Hand. Langjähriger Champion war der Japaner Takeru Kobayashi, der sechsmal seinen Titel verteidigte. 2007 feierten die Amerikaner beim 92. Wettbewerb Joey Chestnut, der mit 66 gegen 63 Hot Dogs den Titel nach einem Jahrzehnt in die USA zurückholte und dabei einen neuen Weltrekord aufstellte. Kobayashi litt nach eigener Aussage in diesem Jahr an einer Kiefergelenksarthritis und einem kurz zuvor gezogenen Weisheitszahn. Joey Chestnut konnte seinen Titel auch 2008 und 2009 verteidigen und den Weltrekord auf 68 Hot Dogs (2009) steigern. 2013 konnte er seinen eigenen Rekord auf 69, 2016 auf 70, 2018 auf 74 und  2020 schließlich auf 75 erhöhen.
Ebenfalls 2020 wurde der Weltrekord der Frauen von 45 Hot Dogs (2013 von Sonya Thomas aufgestellt) auf 48,5 gesteigert. Neue Rekordhalterin ist Miki Sudo.
2024 wurde Chestnut vom Veranstalter Nathan’s Famous ausgeschlossen, weil er einen Sponsorvertrag bei einer konkurrierenden Marke unterzeichnet hatte, die zudem vegane Würstchen herstellt.